# Vranduk
Vranduk (v srbské cyrilici Врандук) je název pro vesnici, která se nachází v Bosně a Hercegovině, v blízkosti města Zenica (k ní také administrativně spadá). Vznikla na skalním ostrohu nad řekou Bosnou.
Dobře bránitelná vesnice na strategickém místě (tzv. Vranducká soutěska) byla ideální lokalitou pro zbudování středověkého hradu, který se zde i nachází. Poprvé je hrad zmiňován dne 23. března 1410 v písemné stížnosti dubrovničanů králi Zikmundu Lucemburskému. Okolní vesnice se rozvinula nejspíše okolo pevnosti. Po obsazení Turky v roce 1463 zde byla vybudována v 16. století mešita. Vranduk byl také sídlem tzv. Vranducké kapetanie, regionální sídelní jednotky.
Dnes jsou obě stavby (hrad i mešita) památkově chráněné. Ve vesnici se také nachází muzeum Vranduku.
Moderní dopravní komunikace, které sledují údolí řeky Bosny, vedou tunelem v blízkosti samotné obce. Jedná se o železnici (Železniční trať Bosanski Šamac – Sarajevo, tunel Vranduk kde se v roce 1974 odehrálo závažné železniční neštěstí a tunel silniční).